# Sabien Lilaj
Sabien Lilaj (n. 10 februarie 1989) este un fotbalist albanez, care joacă pe postul de mijlocaș central pentru clubul azer Qäbälä și echipa națională a Albaniei. Este un mijlocaș versatil, care joacă în principal pe postul de mijlocaș defensiv, dar poate fi folosit și pe poziții mai avansate.

## Cariera pe echipe

### Cariera timpurie
Lilaj s-a născut la Maliq, regiunea Korçë, dar s-a mutat în capitala Tirana, împreună cu familia sa, la vârsta de opt ani, unde a început să joace fotbal în cadrul grupelor Liceuluisportiv Loro Boriçi la vârsta de zece ani, jucând și pentru echipa de fotbal a școlii Shkndija Tirane.

### Tirana
În vara anului 2008, el a dat probe pentru KF Tirana, unde a observat de antrenorul principal al echipei, Blaž Slišković, care a fost impresionat de jucătorul pe atunci în vârstă de 19 ani și l-a adus la echipă înaintea începerii sezonului 2008-2009. El și-a făcut debutul în prima etapă a Superligii Albaniei 2008-2009 împotriva lui Vllaznia Shkodër, intrând ca titular și fiind folosit la mijlocul terenului într-un meci terminat la egalitate, scor 0-0. El a înscris primul gol ca fotbalist profesionist într-o victorie scor 3-2 cu echipa locală Dinamo Tirana. În total, el a jucat în 20 de meciuri de campionat în sezonul de debut, în a câștigat pentru prima dată și Superliga Albaniei. De asemenea, el a jucat două meciuri în cadrul Cupei Albaniei, în care echipa sa a ajuns în finală, dar a pierdut în cele din urmă cu 1-2 împotriva lui Flamurtari Vlorë.
În sezonul următor, Lilaj și-a făcut debutul european în a doua rundă de calificare a Ligii Campionilor UEFA 2009-2010 împotriva echipei norvegiene Stabæk, un meci care s-a încheiat la egalitate cu scorul de 1-1. A început ca titular și în meciul din retur care s-a încheiat cu o înfrângere scor 4-0, care a eliminat echipa din competiție. În Supercupa Albaniei din 2009 a intrat la pauză în locul lui Blerti Hajdari, în meciul câștigat de Tirana cu 1-0 în fața lui Flamurtari Vlorë, luându-și revanșa în fața echipei care a învins-o în anul precedent. În campionat el a jucat în 23 de meciuri, fiind mai mult rezervă, luptându-se pentru a câștiga un loc de titular în echipă, nereușind să mai câștige niciun trofeu deoarece Tirana a terminat doar a treia în campionat și a fost eliminată în turul trei al Cupei Albaniei.
Lilaj a început sezonul 2010-2011, jucând împotriva echipei maghiare Zalaegerszegi TE în primul tur din calificările pentru UEFA Europa League 2010-2011, cu ambele partide terminate la egalitate, scor 0-0, ceea ce a dus la prelungiri în meciul care a avut loc la Zalaegerszeg, în care Tirana a reușit să marcheze unicul gol al partidei prin Erando Karabeci în minutul 107. În turul următor, echipa sa a picat cu FC Utrecht, cu care a pierdut în deplasarea de pe Stadionul Galgenwaard cu 4-0 dar a reușit să facă un egal de palmares acasă, scor 1-1, în meciul care a avut loc pe stadionul Qemal Stafa, fiind în cele din urmă eliminată din competiție. În Superliga din Albania, echipa sa s-a chinuit pe tot parcursul sezonului și a terminat pe locul cinci din 12 echipe, cu doar două puncte deasupra locurilor care duceau în play-offul de retrogradare, însă Lilaj a reușit să facă meciuri bune, jucând în 24 de partide și a marcat un gol. A reușit să câștige și Cupa Albaniei 2010-2011, învingându-i pe cei de la Dinamo Tirana la penaltiuri în finală câștigând prima Cupă a Albaniei din 2006 încoace. Lilaj a marcat o singură dată în cele șase meciuri jucate până în finală, fiind integralist în meciurile din sferturi și semifinale, precum și în finala câștigată de Tirana prin care și-a salvat sezonul. El a fost lăsat să părăsească clubul la sfârșitul sezonului, la fel ca mulți alți jucători din prima echipă, printre care Andi Lila, Jahmir Hyka, Tefik Osmani și Pero Pejić.

### Lokomotiva
În fereastra de transfer din vara anului 2011, Lilaj s-a alăturat echipei croate din „Prva HNL” NK Lokomotiva, unde s-a luptat pentru un loc de titular cu Mateo Poljak și Marcelo Brozović. El a jucat în doar 15 meciuri de campionat, iar echipa sa a terminat pe locul șapte din 16 echipe; Lokomotiva nu s-a calificat în Cupa Croației 2011-2012, astfel că el nu a prins niciun meci de cupă în acel sezon. În ciuda unui sezon personal dificil, performanțele sale au atras interesul antrenorului echipei naționale a Albaniei, Josip Kuže, care l-a chemat pentru prima dată la națională. După un sezon în Croația, a părăsit-o pe Lokomotiva pentru a se întoarce în Albania, fiind căutat de mai multe echipe din Superliga Albaniei în vara anului 2012.

### Skënderbeu Korçë

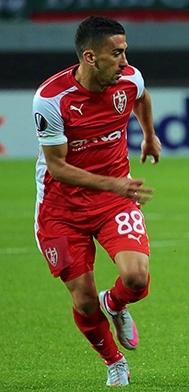
Lilaj în acțiune în timpul unui meci din Europa League împotriva lui Lokomotiv Moscova.

La 7 august 2012, Lilaj a încheiat un transfer către campionii de la Superliga Skënderbeu Korçë, în localitatea sa natală. El a semnat un acord pe trei ani și a primit numărul 88. Acolo și-a regăsit o parte din vechii colegi de la Tirana, printre care Ditmar Bicaj, Ivan Gvozdenović, Pero Pejić, Sebino Plaku și Daniel Xhafa.
El și-a făcut debutul pentru club în Supercupa Albaniei 2012, în care a fost titular, dar a fost înlocuit în a doua repriză a înfrângerii cu 2-1 în fața fostei sale echipe Tirana. El a impresionat în primul său sezon de la Skënderbeu Korçë, în ciuda concurenței de la mijlocul terenului cu căpitanul Bledi Shkëmbi și Nurudeen Orelesi. La 3 octombrie 2012, Lilaj a marcat primul său gol în aproape 20 de luni împotriva lui Olimpik într-o victorie a Cupei Albaniei scor 7-2, în care a primit un cartonaș roșu în minutul 85. A mai marcat un gol patru zile mai târziu într-un meci de Superliga împotriva lui Shkumbini Peqin. Lilaj a jucat în 20 de partide și a marcat patru goluri pentru a-și ajuta echipa să-și păstreze titlul în Superliga pentru al treilea sezon consecutiv. În Cupa Albaniei, a marcat patru goluri în cinci meciuri, printre care singurul gol al partidei în semifinalele cu Bylis Ballsh, care o eliminase Skënderbeu Korçë cu 2-1 la general. A marcat de 8 ori în 30 de meciuri în toate competițiile din sezonul 2012-2013.
După ce Lilaj a câștigat campionatul în sezonul trecut, a început sezonul 2013-2014 în cadrul celui de-al doilea tur preliminar al Ligii Campionilor, în care a jucat împotriva echipei azere Neftchi PFK, pe care Skënderbeu Korçë a învins-o cu 1-0 la general după prelungiri, deoarece ambele manșe s-au terminat cu 0-0 în timpul regulamentar. În runda următoare a jucat cu Shakhter Karagandy, care a învins-o pe Skenderbeu Korçë cu 3-0 în prima manșă, dar Lilaj și echipa sa au reușit să revină în retur făcând 3-0 în doar 29 de minute de la începutul meciului, însă au primit două goluri și au pierdut cu 5-3 la general, fiind eliminați din Liga Campionilor. Totuși, s-au calificat pentru play-offul Ligii Europa, în care au picat cu echipa ucraineană Cernomoreț Odesa, cu meciul tur din Ucraina terminându-se cu scorul de 1-0 pentru Skënderbeu. În returul din Albania, echipa sa a câștigat meciul cu 1-0 și a dus meciul în prelungiri, în care nu s-a marcat niciun gol, și au urmat loviturile de departajare. Lilaj a executat al cincilea penalty și l-a transformat cu succes, dar coechipierii lui Nurudeen Orelesi și Bakary Nimaga au ratat următoarele două penaltiuri, cu echipa sa pierzând cu 7-6.
La 12 august 2014, Lilaj a semnat un contract de doi ani cu echipa poloneză de Ekstraklasa Ruch Chorzów, după ce a trecut testele medicale, și a fost prezentat presei însă transferul a fost în cele din urmă anulat. El a revenit, prin urmare, la Skënderbeu Korçë pentru un alt sezon, iar echipa albaneză a declarat că i-a prelungit automat contractul la sfârșitul sezonului 2013-2014 pentru încă un an.
În iunie 2015, Lilaj a fost de acord cu încă o prelungire a contractului, pe un an, pentru sezonul 2015-2016. Mai târziu, pe 5 noiembrie 2015, Lilaj a marcat de două ori în doar 20 de minute, iar Skënderbeu a înregistrat o victorie cu 3-0 asupra lui Sporting CP în grupele UEFA Europa League 2015-2016. Primul său gol a fost marcat după ce coechipierii Peter Olayinka și Esquerdinha au ratat ocaziile de gol, dar Lilaj a revenit în meci pentru a o pune pe Skënderbeu în avantaj cu 1-0. A marcat cel de-al doilea gol din penalty, când coechipierul Liridon Latifi a fost faultat de portarul portughez Rui Patrício, care a fost apoi eliminat. Lilaj a marcat din penaltiul rezultat, învingându-l pe portarul portarul Marcelo Boeck, cu Skënderbeu învingând cu 2-0 pe Elbasan Arena. Skënderbeu a câștigat în cele din urmă cu 3-0 și a înregistrat prima lor victorie într-un turneu european major.
La 28 decembrie 2015, Lilaj a fost numit cel mai bun fotbalist albanez al anului. La sfârșitul sezonului 2015-2016, Lilaj a câștigat premiul Fair Play din partea asociației „Sporti na bashkon”. Skënderbeu a câștigat campionatul pentru a șasea oară, dar acesta i-a fost revocat de către Federația Albaneză de Fotbal; clubul a fost, de asemenea, interzis  de către UEFA din a participa la competițiile europene în sezonul 2016-2017 din cauza meciurilor aranjate.
În vara anului 2017, Lilaj a jucat un rol esențial în campania de calificare în UEFA Europa League din 2017-2018, cu echipa reușind să intre în grupe pentru a doua oară și a devenit prima echipă albaneză care a trecut patru runde. A marcat în returul celui de-al doilea tur preliminar împotriva lui Kairat pe 20 iulie, cu Skënderbeu câștigând cu 2-0 și a trecut mai departe cu 3-1 la general.
Lilaj a fost un marcator prolific la începutul campionatului, înscriind din penalty împotriva echipei Flamurtari Vlorë în prima etapă Partizani Tirana în etapa a treia, Kukësi în etapa a patra, Teuta Durrës în etapa a șaptea și Luftëtari Gjirokastër în etapa a opta. El a fost numit cel mai bun jucător al campionatului pentru luna septembrie, ceea ce l-a făcut să fie doar al cincilea jucător care a câștigat acest premiu de două ori. Skënderbeu a terminat turul cu 25 de puncte în 9 meciuri, un record în fotbalul albanez. Meciurile bune făcute de Lilaj l-au făcut să primească premiul de cel de-al doilea cel mai bun fotbalist când a fost numit cel mai bun fotbalist albanez al anului pentru a doua oară pe 22 decembrie, devenind doar al doilea jucător care a câștigat de două ori. El a terminat campionatul marcând 7 goluri în 27 de apariții, în timp ce Skënderbeu a câștigat al optulea titlu de Superliga Albaniei din istorie. La 27 mai 2018, Lilaj a jucat în finala Cupei Albaniei din 2018 împotriva lui Laçi și a marcat singurul gol al meciului dintr-o lovitură de pedeapsă în urma căruia echipa sa a câștigat prima Cupă a Albaniei din istorie. Prin aceasta, Skënderbeu a realizat dubla pentru prima dată.
După ce Skenderbeu a fost exclusă din competițiile europene de către UEFA pentru următorii 10 ani, Lilaj, al cărui contract a expirat, a decis să nu și-l reînnoiască și și-a anunțat plecarea  după șase ani, în care a jucat în mai mult de 200 de meciuri și a câștigat 8 trofee.

### Qabala
La 16 iunie 2018, Lilaj a semnat cu Qäbälä un contract pe un an cu o opțiune de prelungire pe încă unul, în valoare de 500.000 € pe an.

## Cariera la națională

### Tineret

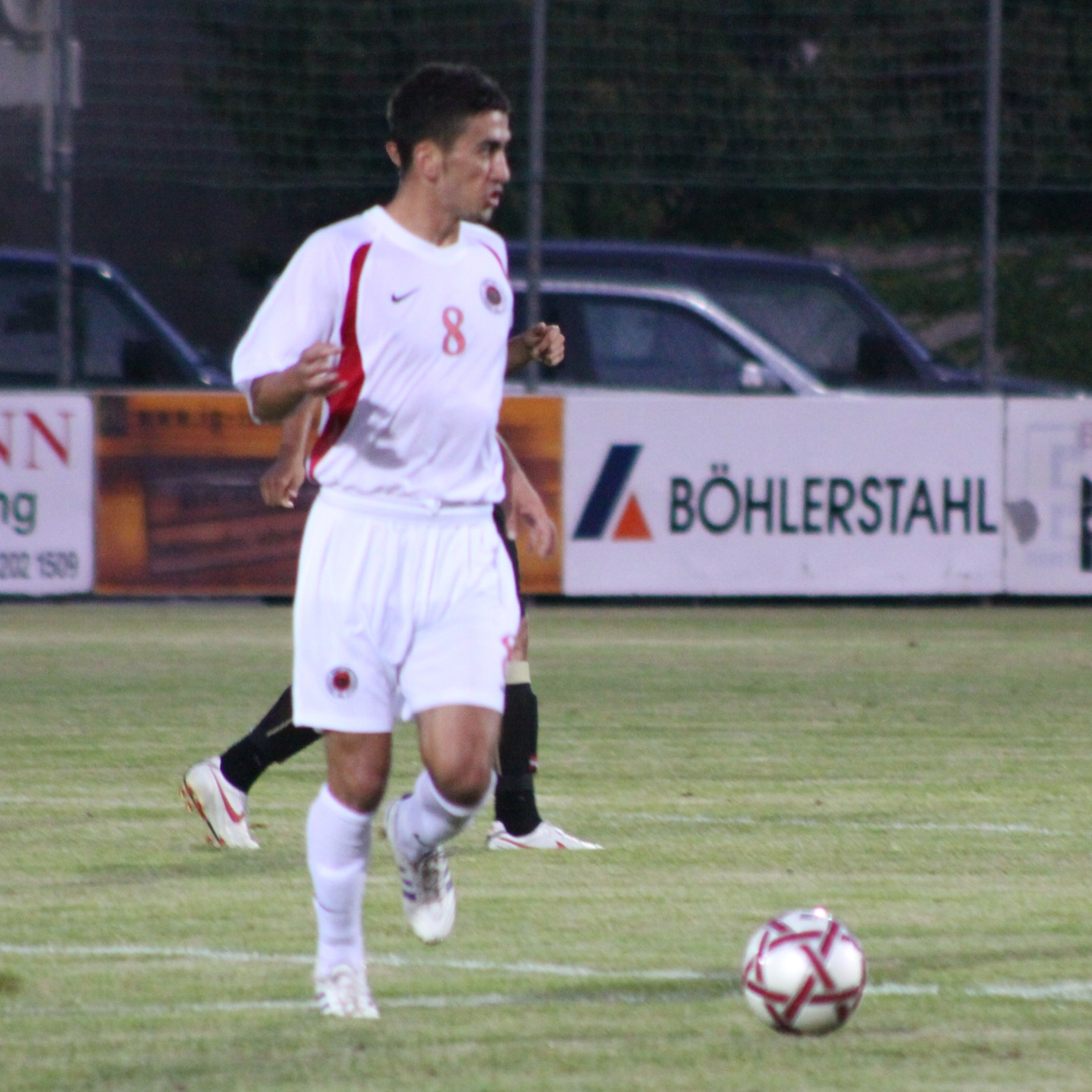
Lilaj jucând pentru Albania U21

În iunie 2009, Lilaj a fost convocat către antrenorul Albaniei sub 20 de ani, Artan Bushati, să participe la echipa de la Jocurile Mediteraneene din 2009. El a jucat în ambele meciuri din Grupa D; primul, o înfrângere cu 1-2 în fața Tunisiei, și al doilea, o înfrângere cu 0-3 în fața Spaniei, care a dus la eliminarea din turneu.
Lilaj a fost prima dată chemat la naționala Albaniei sub 21 de ani de către antrenorul Artan Bushati pentru un meci amical împotriva Macedoniei  El a fost ales în lotul de 23 de jucători care a făcut deplasarea în Macedonia împreună cu alți doi colegi de la KF Tirana, Enri Tafaj și Migen Metani. Cu toate acestea, nu a reușit să joace în amicalul cu Ohrid la 19 noiembrie 2008 din cauza unei accidentări suferite cu câteva zile înainte de meci. Locul său în echipă i-a fost luat de colegul său de la echipa de club, Metani. A fost chemat din nou de Bushati în februarie 2009, de data aceasta pentru calificările la ampionatului European de tineret din 2011. El a fost chemat la echipă alături de colegul său de la echipă, Metani.
Lilaj a participat cu Albania U21 la calificările pentru Campionatul European sub 21 de ani al UEFA, fiind titular sub antrenorul Artan Bushati, jucând 7 meciuri în total, fiind integralist în cinci dintre ele. Singurul meci în care nu a jucat s-a datorat suspendării venite în urma cumulului de cartonașe galbene.

### Seniori
Lilaj a fost convocat pentru prima dată la echipa națională de fotbal a Albaniei de către selecționerul Josip Kuže pentru ultimele meciuri din calificările la Campionatul European din  2012 împotriva Franței și României, pe 7, respectiv 11 octombrie 2011. El și-a făcut debutul la naționala mare împotriva Franței pe 7 octombrie 2011, fiind înlocuit în minutul 81 cu Gilman Lika într-o înfrângere cu 3-0. A jucat, de asemenea, patru zile mai târziu împotriva României, fiind integralist în meciul terminat la egalitate, scor 1-1.
Ulterior, Lilaj a fost chemat de antrenorul interimar Džemal Mustedanagić pentru meciurile amicale împotriva Azerbaidjanului și Macedoniei de pe 11 și 15 noiembrie 2011. A jucat în ultimele 6 minute împotriva Macedoniei pe 15 noiembrie, înlocuindu-l pe Jahmir Hyka într-o remiză fără goluri. Lilaj a fost chemat de noul antrenor Gianni De Biasi pentru amicalele împotriva Qatarului și Iranului în mai 2012. Sub antrenorul De Biasi, a fost titular, jucând peste 60 de minute în ambele meciuri formând perechea de mijlocași defensivi cu mijlocașul Ervin Bulku, iar Albania a reușit să câștige ambele meciuri, în care le-a învins pe Qatar cu 2-1 în Madrid pe 22 mai și Iran cu 1-0 pe 27 mai la Istanbul.
Lilaj a fost convocată constant în meciurile de calificare la Campionatul Mondial din 2014, dar nu a jucat niciun meci, fiind lăsat pe bancă pentru 8 meciuri. El a fost folosit cel mai mult în amicale, contabilizând încă două selecții, mai întâi împotriva Camerunului, pe 14 noiembrie, în care a jucat în prima repriză și împotriva Lituaniei pe 26 martie 2013, în care a jucat 81 de minute și în care echipa sa a reușit să câștige cu 4-1 la stadionul Qemal Stafa din Tirana.

## Statistici privind cariera

### Club
Până pe 5 mai 2019 
| Club              | Sezon         | Campionat          | Campionat | Campionat | Cupă    | Cupă   | Europa  | Europa | Altele  | Altele | Total   | Total  |
| Club              | Sezon         | Divizie            | Meciuri   | Goluri    | Meciuri | Goluri | Meciuri | Goluri | Meciuri | Goluri | Meciuri | Goluri |
| ----------------- | ------------- | ------------------ | --------- | --------- | ------- | ------ | ------- | ------ | ------- | ------ | ------- | ------ |
| Tirana            | 2008–2009     | Superliga Albaniei | 20        | 1         | 2       | 0      | —       | —      | —       | —      | 22      | 1      |
| Tirana            | 2009–2010     | Superliga Albaniei | 23        | 0         | 0       | 0      | 2       | 0      | 1       | 0      | 26      | 0      |
| Tirana            | 2010–2011     | Superliga Albaniei | 24        | 1         | 6       | 1      | 4       | 0      | —       | —      | 34      | 2      |
| Tirana            | Total         | Total              | 67        | 2         | 8       | 1      | 6       | 0      | 1       | 0      | 82      | 3      |
| Lokomotiva Zagreb | 2011–2012     | Prva HNL           | 15        | 0         | —       | —      | —       | —      | —       | —      | 15      | 0      |
| Skënderbeu Korçë  | 2012–2013     | Superliga Albaniei | 20        | 4         | 5       | 4      | —       | —      | 1       | 0      | 26      | 8      |
| Skënderbeu Korçë  | 2013–2014     | Superliga Albaniei | 29        | 2         | 7       | 0      | 6       | 0      | 1       | 0      | 43      | 2      |
| Skënderbeu Korçë  | 2014–2015     | Superliga Albaniei | 33        | 4         | 6       | 1      | 2       | 0      | 0       | 0      | 41      | 5      |
| Skënderbeu Korçë  | 2015–2016     | Superliga Albaniei | 30        | 3         | 1       | 0      | 10      | 2      | 1       | 0      | 42      | 5      |
| Skënderbeu Korçë  | 2016–2017     | Superliga Albaniei | 25        | 0         | 2       | 0      | —       | —      | 1       | 0      | 30      | 0      |
| Skënderbeu Korçë  | 2017–2018     | Superliga Albaniei | 27        | 7         | 4       | 2      | 13      | 3      | —       | —      | 44      | 12     |
| Skënderbeu Korçë  | Total         | Total              | 164       | 20        | 25      | 7      | 31      | 5      | 4       | 0      | 224     | 32     |
| Kukësi (împrumut) | 2016–2017     | Superliga Albaniei | —         | —         | —       | —      | 2       | 0      | —       | —      | 2       | 0      |
| Gabala            | 2018–2019     | Prima Ligă Azeră   | 23        | 0         | 4       | 0      | 2       | 0      | —       | —      | 29      | 0      |
| Total carieră     | Total carieră | Total carieră      | 270       | 22        | 36      | 8      | 41      | 5      | 5       | 0      | 352     | 35     |

### Meciuri la națională
Începând cu 3 iunie 2018 
| echipa națională | An    | Meciuri | Goluri |
| ---------------- | ----- | ------- | ------ |
| Albania          | 2011  | 3       | 0      |
| Albania          | 2012  | 3       | 0      |
| Albania          | 2013  | 2       | 0      |
| Albania          | 2014  | 2       | 0      |
| Albania          | 2015  | 3       | 0      |
| Albania          | 2017  | 1       | 0      |
| Albania          | 2018  | 2       | 0      |
| Total            | Total | 16      | 0      |

## Titluri

### Club
- Superliga Albaniei : 2008-2009
- Cupa Albaniei: 2010-<a href="./Kategoria Superiore" rel="mw:WikiLink" data-linkid="576" data-cx="{&quot;adapted&quot;:true,&quot;targetTitle&quot;:{&quot;title&quot;:&quot;Kategoria Superiore&quot;,&quot;pagelanguage&quot;:&quot;ro&quot;},&quot;sourceTitle&quot;:{&quot;title&quot;:&quot;Albanian Superliga&quot;,&quot;pagelanguage&quot;:&quot;en&quot;,&quot;description&quot;:&quot;sports league&quot;}}" class="cx-link" id="mwAcs" title="Kategoria Superiore">Superliga Albaniei</a> : <a href="./2008–09_Albanian_Superliga" rel="mw:WikiLink" data-linkid="577" data-cx="{&quot;adapted&quot;:false,&quot;sourceTitle&quot;:{&quot;title&quot;:&quot;2008–09 Albanian Superliga&quot;,&quot;pagelanguage&quot;:&quot;en&quot;}}" class="cx-link" id="mwAcw" title="2008–09 Albanian Superliga">2008-2009</a>2011
- Supercupa Albaniei: 2009
- Supercupa Albaniei: 2012-2013, 2013-2014, 2014-2015, 2015-2016, 2017-2018
- Cupa Albaniei: 2017-2018
- Supercupa Albaniei: 2013, 2014

### Individual
- Jucătorul lunii în Superliga Albaniei: octombrie 2012,[36] septembrie 2017 [46]
- Fotbalist albanez al anului: 2015,[36] 2017 [48]
- Premiul Fair Play al Superligii Albaniei: 2015-2016 [37]